# القيصومة
القيصومة هي إحدى المراكز الإدارية بمحافظة حفر الباطن بالمنطقة الشرقية بالمملكة العربية السعودية، كما يوجد بها مطار دولي يخدم محافظة حفر الباطن ومراكزها التابعة لها.

## سبب التسمية
سميت القيصومة على اسم نبتة القيصوم الذي يكثر تواجدها في المنطقة.

## نبذة
نشأت القيصومة مع نشأة البترول في المنطقة الشرقية قبل أكثر من سبعين عاماً، عندما بدأ تمديد خط أنابيب التابلاين بعد ذلك تم إنشاء محطات لهذا الخط في عدد من المواقع على امتداد الخط ونشأ معه بالتالي العديد من المدن ومن بينها هذه القيصومة، حيث تصنف على أنها مركز من «فئة أ» تابعة لمحافظة حفر الباطن، كما يقدر عدد سكان القيصومة بحوالي 27,307 نسمة حسب تعداد السعودية 2022.

## المرافق والخدمات
يوجد بالمركز عدد من المرافق والمنشآت الحكومية منها:
- مطار القيصومة.
- بلدية القيصومة.
- مقر للهلال الأحمر السعودي.
- مقرًا للدفاع المدني.
- نادي القيصومة الرياضي.

كما يوجد بها مدارس بنين وبنات لكافة المراحل ويوجد بها مستشفى ومركزين صحيين وفرع لمصرف الرجحي وفرع للبنك الأهلي السعودي. حيث يوجد بها ستة جوامع، كما تم تأسيس مجمع لتحفيظ القرآن الكريم تابع لجميعة تحفيظ القرآن الكريم بمحافظة حفر الباطن ومجمع لتحفيظ القرآن الكريم للنساء (دار عائشة). ومدرسة أخرى لتحفيظ القرآن مدرسة أسماء بنت أبي بكر  بالقرب من مستشفى القيصومة،  ومؤخراً تم إنشاء ممشى القيصومة على طريق الشمال بطول 1300 متر تقريبًا.